# FIFA International Soccer
FIFA International Soccer (также встречаются названия EA Soccer и FIFA 94) — футбольная компьютерная игра, разработанная и выпущенная Electronic Arts 15 июля 1993 года.
Первая игра в серии FIFA. Игра была выпущена для ряда игровых платформ: Sega Mega Drive, Master System, Mega-CD, Sega Game Gear, SNES, DOS, Amiga, 3DO, Game Boy.
Слоган: «FIFA International Soccer has it all… experience sheer brilliance» («FIFA International Soccer имеет всё… испытайте явный блеск»)

## Обложка
- Дэвид Платт (с мячом) и Пётр Сверчевский в матче Англия — Польша;
- Пэт Боннер и Рууд Гуллит в матче Ирландия — Нидерланды.

## Обзор порта для Sega Mega Drive
Игра была выпущена в канун Рождества 1993 года и использовала изометрический вид. В игре были использованы национальные сборные стран, но имена игроков были вымышленными. На выбор есть несколько международных состязаний, большое количество реальных команд. Игроки хоть и вымышленные, но с досье, у каждого есть целый ряд характеристик (прописаны в значениях по десятибалльной шкале).
Геймплей достаточно разнообразен, каждый матч можно настраивать стандартным для таких игр образом (учитывать ли фолы и офсайды, сколько длится период и так далее), футболистам доступно большое количество разнообразных ударов и приёмов, перед матчем можно выбирать стратегию его ведения.